# Жиров, Савелий Максимович
Савелий Максимович Жиров (род. 3 сентября 2006, Москва) — российский хоккеист, нападающий.

## Биография
Занимался в хоккейных школах «Кристалл» Электросталь (до 2016), балашихинских «Олимпийце» (2016—2019), «Авангарде-Олимпиец» (2019—2020), ХК «Балашиха» (2020—2023). С сезона 2023/24 — игрок команды МХЛ «Русские витязи» Балашиха. В марте 2025 года дебютировал в КХЛ, сыграв в двух домашних матчах «Витязя».